# Sergey Klimov
Sergey Klimov (em russo:  Сергей Климов; nascido em 7 de julho de 1980) é um ciclista profissional russo que compete em provas tanto de pista, quanto de estrada. Em 2012 foi membro da equipe RusVelo, permanecendo até 2014. Nos Jogos Olímpicos de Verão de 2000 em Sydney, competiu na perseguição por equipes de 4 km e terminou em oitavo lugar.

## Cronograma de resultados da classificação na Grande Volta
| Grande Volta | 2008 | 2009 | 2010 | 2011 | 2012 | 2013 |
| ------------ | ---- | ---- | ---- | ---- | ---- | ---- |
| Giro         | 110  | 137  | 94   | —    | —    | —    |
| Tour         | —    | —    | —    | —    | —    | —    |
| Volta        | —    | —    | —    | —    | —    | —    |